# Dryinus cerdani
Dryinus cerdani (лат.) — вид ос рода Dryinus из семейства Dryinidae (Dryininae). Южная Америка: Французская Гвиана. Назван в честь Philippe Cerdan, коллектора типового экземпляра.

## Описание
Относительно крупные осы-дрииниды, длина тела 11,3 мм (один из крупнейших наряду с Dryinus harpax видов семейства). Дорсальная сторона головы чёрная, за исключением буроватых передней трети лица, наличника, мандибулы и узкой полосы вдоль орбит; затылок чёрный; антенны коричневые (сегмент 10 отсутствует у единственного известного экземпляра); мезосома чёрная, кроме боков переднеспинки, которая коричнево-пятнистая; метасома чёрная; ноги коричнево-чёрные, кроме большей части протибия и профемура, а дистальный край заднего тазика беловатый. Усиковые сегменты в следующих пропорциях: 20:10:103:37:30:20:16:14:13 (сегмент 10 отсутствует в голотипе); ринарии присутствуют на сегментах 5—9. Голова необычно выемчатая, блестящая; вершина гладкая, нескульптурирована; лицо скульптурировано многочисленными субпараллельными продольными килями и пунктировано; лобная линия отсутствует; лицо с одной продольной бороздой перед передним глазком, окаймлённой продольными килями и начинающейся впереди от заострённого выступа; затылочный киль почти полный, отсутствует только за глазами; затылок гладкий, блестящий и нескульптурированный.
Грудь: проплеврон очень выступающий, дорсально густо волосатый и скульптурирован неправильными килями. Пронотум блестящий, не скульптурирован, за исключением слабых поперечных полос на переднем воротничке и на передней поверхности диска; переднеспинка горбатая, пересечена двумя поперечными глубокими бороздами; задний воротничок переднеспинки очень короткий, пунктированный, густо волосатый; передний воротничок очень длинный; пронотальный бугорок не достигает тегула. Скутум блестящий, покрыт тонкими и длинными волосками, полностью скульптурирован многочисленными субпараллельными продольными килями. Нотаули не выделяются среди продольных килей. Скутеллюм блестящий, покрыт тонкими и длинными волосками, почти полностью скульптурирован многочисленными субпараллельными продольными килями. Метанотум блестящий, покрыт длинными и тонкими волосками, передняя половина скульптурирована глубокими и крупными ареолами, а задняя половина пунктирована и нескульптурированная среди пунктиров. Проподеум полностью сетчато-шероховатый, с дорсальной поверхностью примерно такой же длины, как и задний край; задняя половина пунктированная и нескульптурированная среди точек; задняя поверхность с двумя продольными килями, а срединная область тусклая и сетчато-шероховатая. Мезоплевроны густо волосистые, сетчато-шершавые. Метаплеврон блестящий, поперечно-полосатый.
Переднее крыло с двумя тёмными поперечными полосами; дистальная часть стигмальной жилки длиннее проксимальной (26:21). Протарсальные сегменты в следующих пропорции: 18:3:8:15:26. Увеличенный коготь с одним большим субдистальным зубцом и одним рядом из 16 ламелл. Сегмент 5 протарсуса с двумя рядами приблизительно 51 ламелл; дистальная вершина несёт по крайней мере 20 ламелл. Средние ноги с одной шпорой (формула шпор: 1/1/2). Крылья в своём основании имеют 3 замкнутые ячейки (C, R, 1Cu). Нижнечелюстные щупики состоят из 6, а нижнегубные — из 3 члеников (формула щупиков: 6,3). Предположительно, как и другие виды своего рода эктопаразитотиды и хищники цикадок. У самок на передних лапках есть клешня для удерживания цикадок, в тот момент, когда они их временно парализуют и откладывают свои яйца. На коготке клешни имеется одна длинная щетинка. Вид был впервые описан в 2003 году. Включён в 1-ю видовую группу Dryinus. Валидный статус был подтверждён в 2014 году в ходе обзора фауны Неотропики итальянским гименоптерологом Массимо Ольми (Massimo Olmi; Tropical Entomology Research Center, Витербо, Италия) и аргентинским энтомологом Эдуардо Вирла (Eduardo Virla; CONICET, Inst. of Entomology, Fund. M. Lillo, Сан-Мигель-де-Тукуман, Тукуман, Аргентина).